# Motorsport Arena Oschersleben
Die Motorsport Arena Oschersleben ist eine Motorsportanlage in Oschersleben (Bode) nahe Magdeburg. Sie wurde am 25. Juli 1997 nach 13 Monaten Bauzeit als Motopark Oschersleben als dritte permanente Test- und Rennstrecke Deutschlands nach Nürburgring und Hockenheimring eingeweiht.

## Streckenbeschreibung

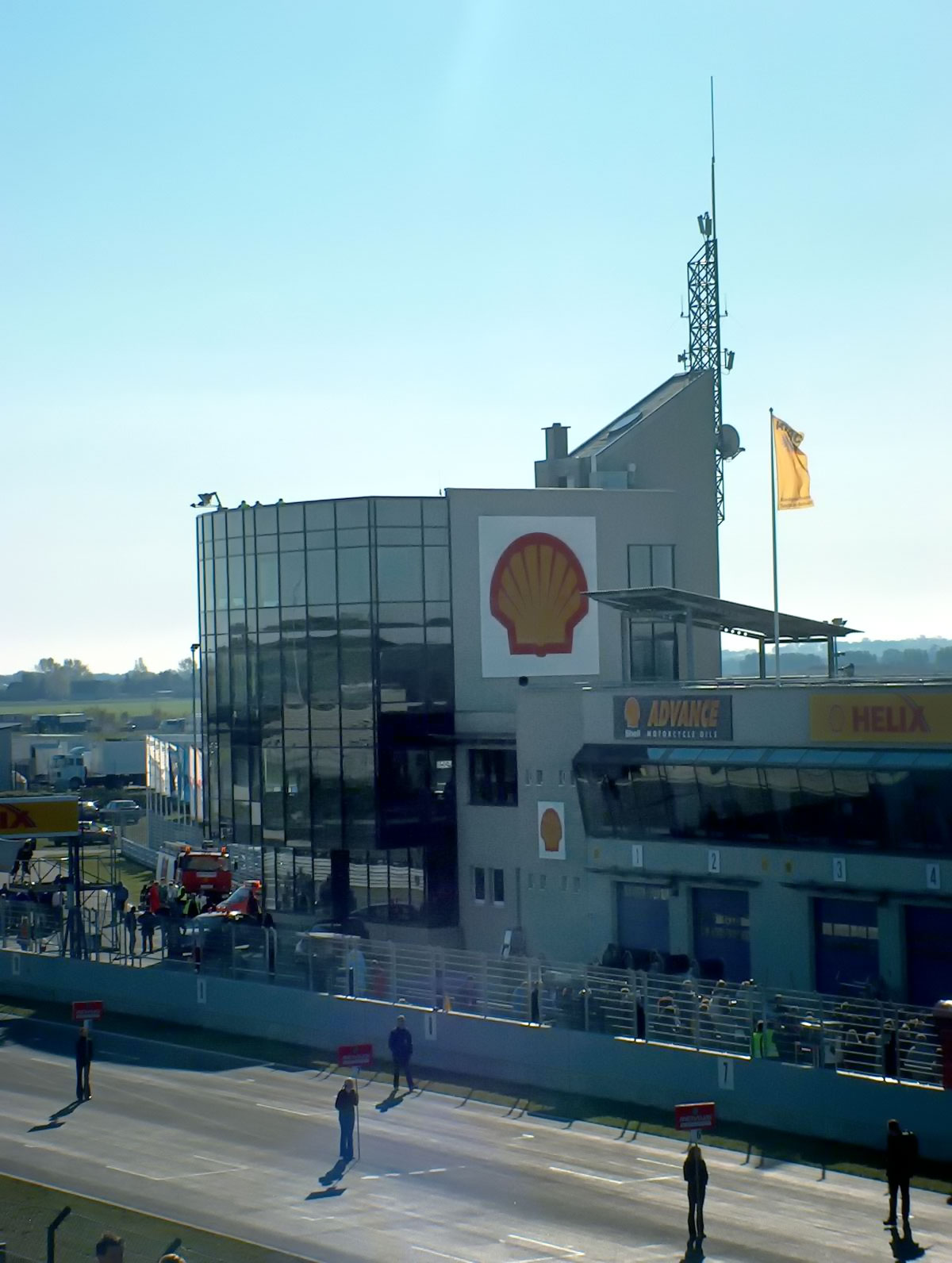
Tower der Motorsport Arena Oschersleben

Die unter FIA-Grad-2 homologierte Strecke ist in ihrer längsten Variante für den Automobilsport 3,696 km und als Motorradvariante 3,667 km lang. Eine verkürzte Streckenvariante mit einer Streckenlänge von 2,435 km kann über eine Kurzanbindung hinter der Hasseröder-Kurve realisiert werden. Des Weiteren ist eine 1018 m lange Kartbahn und seit 2003 ein Offroad-Gelände an die Rennstrecke angegliedert. Auf der Kartbahn finden auch Supermoto-Rennen statt.
Auch Veranstaltungen abseits des Motorsports, wie z. B. Open-Air-Konzerte, sind möglich. Das zur Anlage gehörige Hotel Motorsport Arena Oschersleben bietet 100 Zimmer, einem Restaurant mit Rennstreckenblick und einen Fitnessbereich.

## Automobile Rennveranstaltungen
Aktuell (Stand 2025) starten als Highlights das DTM, die Nascar Euro Serie, die FIM Sidecar World Championship die IDM und das ADAC Racing Weekend auf dem Kurs. Die Kartstrecke war bereits Austragungsort des ADAC Kart Masters und der Supermoto IDM.
In den ersten Jahren war die bis 2016 ausgetragene DTC eines der Highlights, die normalerweise das erste und letzte Rennen jeden Jahres in der Magdeburger Börde veranstaltete.
Das LG Super Racing Weekend (SRW) gastierte bis 2005 mit der FIA-GT-Meisterschaft und der Tourenwagen-Europameisterschaft in der Motorsport Arena Oschersleben. Auch nach Ende des Veranstaltungspakets fuhren die FIA-GT und die 2005 neu eingeführte Tourenwagen-Weltmeisterschaft (WTCC) weiterhin auf der Rennstrecke. Mit der Aufteilung der FIA-GT in eine WM und eine EM fuhr die GT1 nicht mehr auf der Strecke.

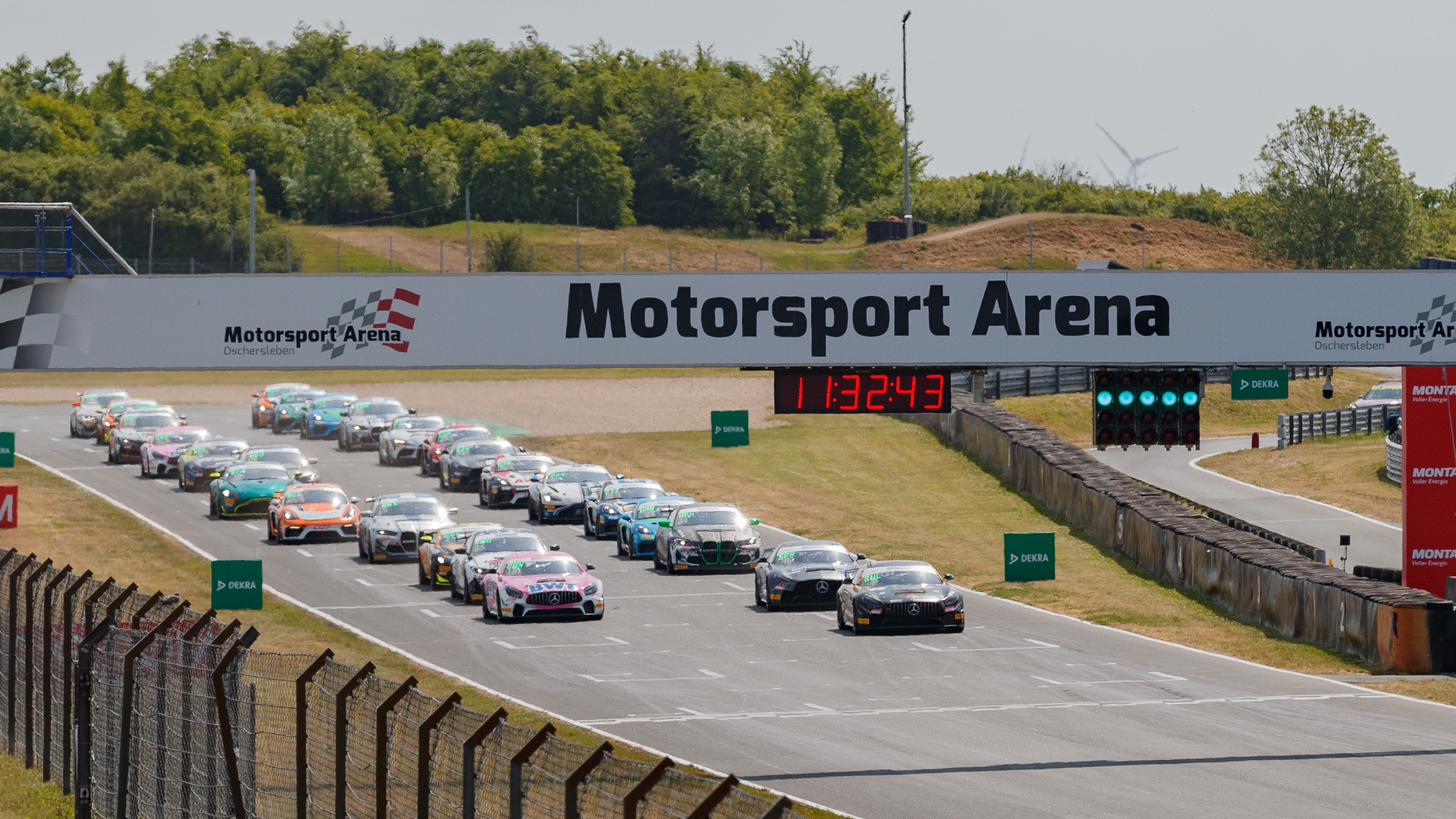
ADAC GT4 auf der Startgerade in Oschersleben

Zwischen 2007 und 2019 absolvierte das ADAC GT Masters insgesamt 15 Meetings in der Motorsport Arena, wobei 12 mal der Saisonauftakt auf dem Kurs erfolgte und man 2 mal (2009 und 2010) in einem zweiten Saisonmeeting auch das Finale ausrichtete.
Seit 2004 wurden 4 automobile 24-Stunden-Rennen in Oschersleben abgehalten. Während die Ausgaben 2004 und 2006 von einer niederländischen Veranstaltergruppe (Dutch National Racing Team – DNRT) organisiert wurden und überwiegend für Tourenwagen ausgerichtet wurden, fand die Neuauflage 2018 und die 4. Ausgabe 2019 im Rahmen der eco-GP-Serie statt, wobei ausschließlich straßenzugelassene Elektroautos startberechtigt waren. Die 24h von Oschersleben stellten in diesen beiden Jahren das weltweit längste Rundstreckenrennen für Elektroautos dar.

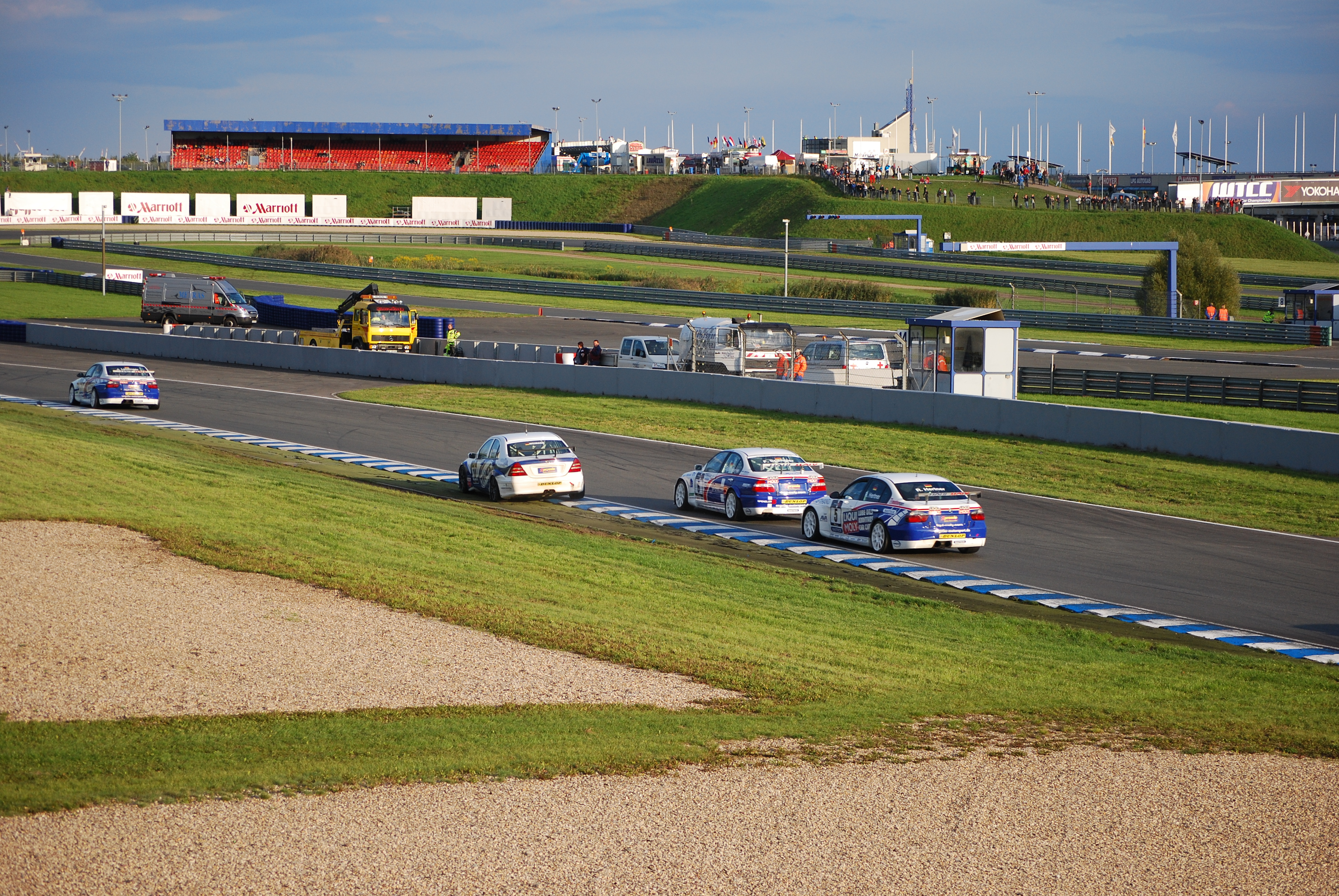
Infield der Motorsport-Arena bei einem Lauf der ADAC Procar von der McDonald-Kurve aus gesehen

## Motorrad-Veranstaltungen
Die Strecke ist fester Bestandteil des Kalenders der Seitenwagen-WM. Zwischen 1999 und 2019 gastierte die FIM Endurance World Championship insgesamt 19-mal auf dem Kurs. Auch die Superbike-Weltmeisterschaft und die German Speedweek als nationale Veranstaltungsserie fanden hier schon statt.

## Andere Veranstaltungen
Im April 2000 fand zum ersten Mal das Opeltreffen des Opelsportclubs Wernigerode in der Motorsportarena statt. Aus anfänglich 11.000 teilnehmenden Fahrzeugen wurden im Jahre 2010 19.900 Fahrzeuge, 67.400 Opel-Fans fanden den Weg in die Börde.
Mit der Veranstaltung 24h Velofondo wird seit 2017 ein 24h Radrenn-Event auf dem Kurs veranstaltet.

## Trivia
Einige Szenen des 3. Teils der Serie Pfarrer Braun mit Ottfried Fischer wurden in der Motorsport-Arena gedreht.